# Kotda Nayani
Kotda Nayani o Kotra Nayani fou un petit estat tributari protegit al prant de Halar a l'agència de Kathiawar, presidència de Bombai. Estava format per un sol poble amb quatre tributaris separats. La superfície era de 8 km² i la població el 1881 de 1.256 habitants. Els ingressos s'estimaven en 600 lliures i el tribut era de 54 lliures pagades al Gaikwar de Baroda i de 14 lliures pagades al nawab de Junagarh.